# Claire Foy

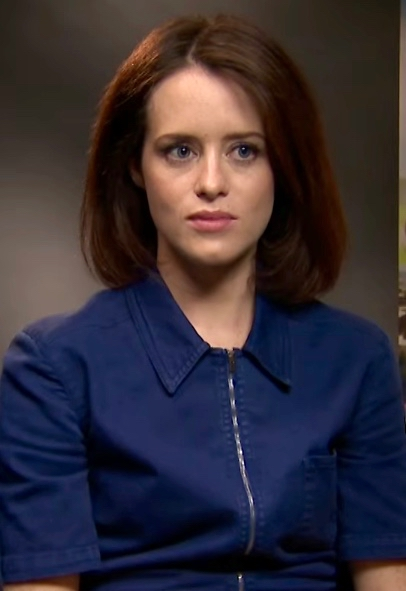
Claire Foy (2017)

Claire Foy (ur. 16 kwietnia 1984 w Stockport) – brytyjska aktorka, laureatka Złotego Globu oraz Nagrody Emmy dla najlepszej aktorki w serialu dramatycznym, za rolę młodej królowej Elżbiety II w serialu The Crown.

## Role
Claire Foy jest znana w Wielkiej Brytanii z tytułowej roli w serialu BBC Mała Dorrit, nakręconego na podstawie powieści Karola Dickensa o tym samym tytule. W 2011 zagrała jedną z głównych ról u boku Nicolasa Cage’a w filmie fantasy Polowanie na czarownice. W 2010 zagrała rolę Adory Belle Dearheart w ekranizacji Piekła pocztowego Terry’ego Pratchetta. W 2014 dostała rolę Soni Karp w filmie Akademia wampirów. Zagrała również w serialu Herb piratów jako Kate.
W latach 2016–2017 występowała w roli głównej w dwóch pierwszych seriach The Crown, gdzie wcielała się w postać Elżbiety II we wczesnym okresie jej panowania. Począwszy od serii 3 rolę królowej przejęła starsza o 10 lat Olivia Colman, w związku z decyzją twórcy serialu Petera Morgana, aby fabularnemu starzeniu się głównych bohaterów towarzyszyły także zmiany obsadowe.  

## Filmografia
- 2010: Piekło pocztowe (Terry Pratchett's Going Postal) jako Adora Belle Dearheart
- 2010: Pulse jako Hannah Carter
- 2010–2012: Upstairs Downstairs jako lady Persephone Towyn
- 2011: The Promise jako Erin Matthews
- 2011: Polowanie na czarownice (Season of the Witch) jako Anna
- 2012: White Heat jako Paula Milne
- 2013: Vivaldi jako Giulietta
- 2014: Akademia wampirów (Vampire Academy) jako Sonya Karp
- 2014: Herb piratów (Crossbones) jako Kate
- 2015: Wolf Hall jako Anne Boleyn
- 2016–2017, 2020, 2022: The Crown jako królowa Elżbieta II (w gł. obsadzie serii 1. i 2.)
- 2017: Pełnia życia (Breathe) jako Diana
- 2018: Niepoczytalna (Unsane) jako Sawyer Valentini
- 2018: Pierwszy człowiek (First Man) jako Janet Armstrong
- 2018: Dziewczyna w sieci pająka (The Girl in the Spider's Web) jako Lisbeth Salander
- 2021: Mój syn (My Son) jako Joan Richmond
- 2021: Szalony świat Louisa Waina (The Electrical Life of Louis Wain) jako Emily Richardson-Wain
- 2022: Głosy kobiet (Woman Talking) jako Salome Friesen
- 2023: Dobrzy nieznajomi (All of Us Strangers) jako Mama

## Nagrody
- Emmy:
  - Najlepsza aktorka w serialu dramatycznym (The Crown, 2018)
- Złote Globy:
  - Najlepsza aktorka w serialu dramatycznym (The Crown, 2018)
- Satelity:
  - Najlepsza aktorka drugoplanowa w filmie (Pierwszy człowiek, 2018) - nominacja
  - Najlepsza aktorka drugoplanowa w filme (Głosy kobiet, 2022)
- Nagroda Gildii Aktorów Ekranowych: 
  - Najlepsza aktorka w serialu dramatycznym (The Crown, 2017)
  - Najlepsza aktorka w serialu dramatycznym (The Crown, 2018)